# Spalax arenarius
Lo spalace di Ucraina (Spalax arenarius Reshetnik, 1939) è un raro Roditore della famiglia degli Spalacidi.

## Descrizione
Specie parapatrica, è simile nell'aspetto ad altri spalaci di grande taglia; misura tra i 19 e i 27,5 cm di lunghezza. Il mantello è bruno-grigiastro, scuro dorsalmente e più chiaro ventralmente.

## Distribuzione e habitat
Endemico dell'Ucraina meridionale, lo spalace di Ucraina vive unicamente nelle distese sabbiose situate lungo il corso inferiore del Dnepr. Questa particolare area si estende per circa 2000 km², ma la specie ne occupa solo 55. Gran parte della popolazione si trova all'interno della Riserva della Biosfera del Mar Nero; al di fuori di essa, si incontra solo in poche aree frammentate nella regione circostante.
Occupa biotopi sabbiosi e secchi in pianure alluvionali e foreste di betulle. La densità di popolazione è stata stimata in 7-10 esemplari per ettaro.

## Biologia
Lo spalace di Ucraina è solitario; ciascun esemplare occupa un'area di più di 80 m². Si nutre di parti sotterranee della maggior parte delle piante presenti nel suo areale (come Eryngium campestre, Artemisia campestris e Tragopogon ucrainicum). Immagazzina grandi quantità di cibo in tane sotterranee, con un solo alimento per camera. Si riproduce una volta all'anno: gli accoppiamenti avvengono in marzo e le nascite in aprile-maggio. Le femmine occupano tane separate più piccole durante il periodo del parto. I piccoli vengono allattati per circa un mese.

## Conservazione
Lo spalace di Ucraina è la specie più minacciata del genere Spalax. Sebbene all'interno della Riserva della Biosfera del Mar Nero la popolazione sia stabile, altrove la sua sopravvivenza è minacciata dal rimboschimento delle distese sabbiose in cui abita con alberi di pino.